# Byeon Gyeong-ja
Byeon Gyeong-ja (kor. 변 경자, ur. 6 stycznia 1956) – południowokoreańska siatkarka, medalistka igrzysk olimpijskich i igrzysk azjatyckich.

## Życiorys
Byeon wystąpiła na igrzyskach olimpijskich 1976 w Montrealu. Zagrała we wszystkich trzech meczach fazy grupowej, meczu półfinałowym oraz w wygranym pojedynku o trzecie miejsce z Węgierkami. Zdobyła brązowy medal podczas igrzysk azjatyckich 1978 w Bangkoku.